# Seleção Britânica de Futebol Americano
A Seleção Britânica de futebol americano representa oficialmente a Grã-Bretanha. Ela é organizada pela Britsh American Football Association.

## Uniformes
| Helmet   |      |           |
| Left arm | Body | Right arm |
| Trousers |      |           |
| Socks    |      |           |
| Casa     |      |           |

| Helmet   |      |           |
| Left arm | Body | Right arm |
| Trousers |      |           |
| Socks    |      |           |
| Fora     |      |           |

## Ligações Externas
IFAF - Federations